# Russian Roulette (Accept)
Russian Roulette è un album pubblicato dalla band heavy metal tedesca Accept nel 1986.

## Tracce
1. T.V. War – 3:27
2. Monsterman – 3:25
3. Russian Roulette – 5:22
4. It's Hard to Find a Way – 4:19
5. Aiming High – 4:26
6. Heaven Is Hell – 7:12
7. Another Second to Be – 3:19
8. Walking in the Shadow – 4:27
9. Man Enough to Cry – 3:14
10. Stand Tight – 4:05

## Formazione
- Udo Dirkschneider – voce
- Wolf Hoffmann – chitarra, voce addizionale
- Jörg Fischer – chitarra, voce addizionale
- Peter Baltes – basso, voce addizionale
- Stefan Kaufmann – batteria, cori